# Becket (film fra 1924)
Becket er en britisk stumfilm fra 1924 af George Ridgwell.

## Medvirkende
- Frank R. Benson som Thomas Becket
- A.V. Bramble som Henry II
- Bertram Burleigh som Leicester
- Arthur Burne som  Grim
- Mary Clare som Eleanor
- Clive Currie som Herbert
- Bert Daley som De Tracey
- Sydney Folker som De Broc
- Alex G. Hunter som John